# Stanisław Jan Witwicki
Stanisław Jan Witwicki herbu Sas (ur. około 1630 w Smolniku, zm. 4 marca 1698 w Warszawie) – polski duchowny katolicki, biskup kijowski, łucki i poznański, kanonik gnieźnieński i warszawski, sekretarz królewski, rejent kancelarii koronnej, opat komendatoryjny płocki, prepozyt w Ołyce, pisarz religijny.

## Życiorys
Urodził się około roku 1630 jako syn Samuela i Anny z Rościeskich. Nauki pobierał w lubelskim i braniewskim kolegiach jezuickich, a następnie podjął studia w Rzymie i Paryżu (wg K. Niesieckiego), po których ukończeniu przyjął święcenia kapłańskie. Po powrocie do Polski został sekretarzem króla Jana II Kazimierza Wazy, a od roku 1665 pełnił też obowiązki kanonika gnieźnieńskiego, proboszcza-infułata ołyckiego i był (od roku 1676) opatem komendatoryjnym płockim. W międzyczasie otrzymał rejentostwo kancelarii królewskiej. Brał czynny udział w życiu politycznym, posłując m.in. do: Francji, Danii i cesarza Leopolda Habsburga.
12 czerwca 1679 roku prekonizowany został na ordynariusza kijowskiego, a od 25 maja 1682 został przeniesiony na biskupstwo łuckie. W 1685 roku założył Seminarium Duchowne w Janowie Podlaskim. 12 stycznia 1688 roku został biskupem Poznania. W rok później przeprowadził synod, występując w roli instygatora koronnego przeciwko Kazimierzowi Łyszczyńskiemu po ujawnieniu jego ateizmu. Domagał się dla niego kary śmierci. Miał olbrzymie zasługi w rozwoju zakonu trynitarzy w Polsce. 13 listopada 1697 roku, zgodnie z prawem kanonicznym uznał wizerunek Matki Bożej Skrzatuskiej za cudowny.
Po zerwanym sejmie konwokacyjnym 1696 roku przystąpił 28 września 1696 roku do konfederacji generalnej. W 1697 roku był elektorem Augusta II Mocnego z województwa poznańskiego.
Zmarł 4 marca roku 1698 w Warszawie (Warszawa należała do diecezji poznańskiej), a jego zwłoki spoczęły w kolegiacie św. Jana Chrzciciela.

## Twórczość

### Dzieła
- Nauka powołania do stanu duchownego i obowiązków chrześcijańskich, cz. 1-2, Warszawa 1684, drukarnia Pijarów; wyd. następne: Kraków 1751
- Abrys doczesnej szczęśliwości, Warszawa 1685, drukarnia K.F. Schreiber; wyd. następne: Wilno 1748; Wilno 1754; pt. O szczęśliwości doczesnej pisma, Warszawa 1779
- Opis podróży po Francji, Włoszech, Niemczech i Danii, rękopis w posiadaniu biskupa A. Krasińskiego zaginął (wiadomość podał H. Juszyński Dykcjonarz poetów polskich, t. 2, Kraków 1820, s. 336.

### Listy
- Od biskupa kujawskiego B. Madalińskiego z roku 1688, rękopisy (kopie) znajdowały się w Bibliotece Krasińskich nr 813.